# Lijst van voetbalinterlands Laos - Oost-Timor
Deze lijst van voetbalinterlands is een overzicht van alle officiële voetbalwedstrijden tussen de nationale teams van Laos en Oost-Timor. De landen hebben tot op heden zeven keer tegen elkaar gespeeld. De eerste ontmoeting, een kwalificatiewedstrijd voor de Zuidoost-Azië Cup 2007, werd gespeeld in Bacolod (Filipijnen) op 16 november 2006. Het laatste duel, een vriendschappelijke wedstrijd, vond plaats op 3 december 2017 in Taipei (Taiwan).

## Wedstrijden
| № | Plaats     | Datum            | Competitie                          | Wedstrijd         | Uitslag |
| - | ---------- | ---------------- | ----------------------------------- | ----------------- | ------- |
| 1 | Bacolod    | 16 november 2006 | Zuidoost-Azië Cup 2007 kwalificatie | Laos − Oost-Timor | 3 − 2   |
| 2 | Phnom Penh | 25 oktober 2008  | Zuidoost-Azië Cup 2008 kwalificatie | Laos − Oost-Timor | 2 − 1   |
| 3 | Vientiane  | 26 oktober 2010  | Zuidoost-Azië Cup 2010 kwalificatie | Laos − Oost-Timor | 6 − 1   |
| 4 | Yangon     | 9 oktober 2012   | Zuidoost-Azië Cup 2012 kwalificatie | Oost-Timor − Laos | 0 − 3   |
| 5 | Vientiane  | 18 oktober 2014  | Zuidoost-Azië Cup 2014 kwalificatie | Laos − Oost-Timor | 3 − 0   |
| 6 | Phnom Penh | 18 oktober 2016  | Zuidoost-Azië Cup 2016 kwalificatie | Oost-Timor − Laos | 1 − 2   |
| 7 | Taipei     | 3 december 2017  | Vriendschappelijk                   | Laos − Oost-Timor | 2 − 1   |

## Samenvatting
| Competitie                     | Totaal gespeeld | Winst Laos | Gelijk | Winst Oost-Timor | Doelsaldo Laos – Oost-Timor |
| ------------------------------ | --------------- | ---------- | ------ | ---------------- | --------------------------- |
| Zuidoost-Azië Cup-kwalificatie | 6               | 6          | 0      | 0                | 19 − 5                      |
| Vriendschappelijk              | 1               | 1          | 0      | 0                | 2 − 1                       |
| Totaal                         | 7               | 7          | 0      | 0                | 21 − 6                      |

LFF · 
A-internationals · 
Laotiaans vrouwenelftal
1960 – 1969 · 
1970 – 1979 · 
1980 – 1989 · 
1990 – 1999 · 
2000 – 2009 · 
2010 – 2019 ·
2020 − 2029
Afghanistan ·
Bangladesh ·
Bhutan ·
Brunei ·
Cambodja ·
China ·
Filipijnen ·
Guam ·
Hongkong ·
India ·
Indonesië ·
Iran ·
Jordanië ·
Kazachstan ·
Koeweit ·
Lesotho ·
Libanon ·
Macau ·
Malediven ·
Maleisië ·
Mongolië ·
Myanmar ·
Nepal ·
Oman ·
Oost-Timor ·
Qatar ·
Saoedi-Arabië ·
Singapore ·
Sri Lanka ·
Syrië ·
Taiwan ·
Thailand ·
Turkmenistan ·
Verenigde Arabische Emiraten ·
Vietnam ·
Zuid-Korea ·
Zuid-Vietnam
FFTL · A-internationals · Oost-Timorees vrouwenelftal
2000 – 2009 · 
2010 – 2019
2003 · 
2004 · 
2005 · 
2006 · 
2007 · 
2008 · 
2009 · 
2010 · 
2011 · 
2012 ·
2015 ·
2016
Brunei ·
Cambodja ·
Filipijnen ·
Hongkong ·
Indonesië ·
Laos ·
Libanon ·
Malediven ·
Maleisië ·
Mongolië ·
Myanmar ·
Nepal ·
Palestina ·
Saoedi-Arabië ·
Singapore ·
Tadzjikistan ·
Taiwan ·
Thailand ·
Verenigde Arabische Emiraten